# Ilse Ott
Ilse Ott (Heemstede, 10 april 1982) is een Nederlands actrice. Ze speelde in de series  Celblok H en SpangaS. Ze heeft voor scenarioschrijver gestudeerd aan Binger Filmlab.

## Filmografie
Ze schreef mee aan het scenario van de film Happy Palace uit 2024.